# Первый канал. Всемирная сеть
АО «Первый канал. Всемирная сеть» (ПКВС) — дочернее предприятие «Первого канала», отвечает за распространение его телевизионного сигнала за пределами России.

## История
27 ноября 1995 года была создана компания «ОРТВ-Регион» (ныне — «Первый канал. Всемирная сеть» или Channel One Russia Worldwide), перед которой была поставлена задача развития зарубежного вещания. Первые годы существования компания занималась вопросами вещания обновлённого Первого канала в странах бывшего СССР, таких как Казахстан, Киргизия, страны Балтии, Украина, Белоруссия, Молдавия. 
27 сентября 1999 года компания стала осуществлять спутниковое вещание, запустив телеканал «ОРТ-Международное», транслирующий программы Первого канала для жителей Европы. ПКВС транслирует всю продукцию «Первого канала», которая имеет лицензию на вещание за рубежом. С июня 2019 года вещает версия канала в формате HD. Аудитория ПКВС теоретически превышает 250 миллионов зрителей.
В 2005 году компания ПКВС запустила проект цифрового вещания кабельных и спутниковых каналов — «Цифровое Телесемейство». К 2020 году «Цифровое Телесемейство» состояло из 10 тематических телеканалов: Дом кино, Время, Музыка Первого, Телекафе, Дом кино Премиум, Победа, О!, Поехали!, Бобёр, Катюша. В 2022 году права на трансляцию каналов «Цифрового Телесемейства» приобрела компания Триколор. С 25 февраля 2025 года телеканалы перешли на вещание в формате HD.

## Версии ПКВС
- 27 сентября 1999 года была создана первая международная версия «ОРТ», предназначенная для вещания за пределами Российской Федерации, в частности для стран Европы и Ближнего Востока (MSK−2/−3), перезапущена 31 марта 2013 года (MSK+0).
- В 2000 году «ОРТ-Международное» начал дистрибуцию на территорию Украины, а в 2002 году в эфире появилась украинская реклама[11]. 1 февраля 2007 года[12] создана версия телеканала для Украины (MSK−1/−2), перезапущена 31 марта 2013 года (MSK+0). С 26 марта 2014 года прекратил вещание в связи с запретом на вещание популярных российских телеканалов на территории Украины[13]. 20 февраля 2015 года украинская версия прекратила вещание на платформе «НТВ-Плюс Украина» и была заменена на телеканал «Киномаяк»[14].
- В 2004 году начато вещание для США и Канады (MSK−8).
- 27 марта 2006 года в Австралии и Новой Зеландии (MSK+7).
- 3 мая 2006 года началось вещание для стран Кавказа и Центральной Азии (MSK+3).
- 13 декабря 2007 года запущена версия для Азиатско-Тихоокеанского региона (MSK+5).

## Преобразование в «Первый канал. Диджитал»
В середине августа 2014 года стало известно о том, что ЗАО «Первый канал. Всемирная сеть» будет преобразовано в ЗАО «Первый канал. Диджитал», которое сохранит все функции «Первого канала. Всемирной сети», а также объединит «ряд проектов, нацеленных на охват аудиторных групп с низким уровнем традиционного смотрения и активизацию присутствия „Первого канала“ в альтернативных средах, нелинейных вещательных платформах». В числе проектов — создание и адаптация контента для интернет-аудитории, его распространение в России и за её пределами. Проекты будут включать мобильные приложения, приложения так называемого второго экрана, онлайн-дистрибуцию контента, онлайн-каналы, партнерами станут крупные игроки интернет-рынка.
Генеральным директором «Первый канал. Digital» стал Алексей Ефимов, занимавший пост генерального директора «Первого канала. Всемирной сети» в 2004—2008 годах. Затем он возглавлял «MTV Россия», а с 2011 года являлся советником Константина Эрнста на «Первом канале». С лета 2013 года А. Ефимов занимался разработкой стратегии проекта «Первый. Digital». Бывший генеральный директор «Первого канала. Всемирной сети» Николай Дубовой (2008—2014) остался генеральным директором телеканала «Карусель».

## Структура ПКВС
- Телеканал «Первый канал. Всемирная сеть»[15] (орбиты -8 США, +0 Европа, +3 СНГ, +5 Азия и +7 Австралия);
- Телеканал «Карусель» (50 %) (совместно с ФГУП ВГТРК)[16];
- Телеканал «Катюша»[17].

## Спутниковое вещание
Вещание осуществляется со спутников в формате FTA:
- «Первый канал Европа» — Express 103 96,5°E, частота 3925 MHz, поляризация R, скорость потока 4883 Msymb/s, FEC 1/2, DVB-S/MPEG-2.
- «Первый канал Европа» — Express AM 8 14°W, частота 11623 MHz, поляризация V, скорость потока 6888 Msymb/s, FEC 3/4, DVB-S2/MPEG-2.
- «Первый канал Европа» — Express AM 8 14°W, частота 11623 MHz, поляризация V, скорость потока 6888 Msymb/s, FEC 3/4, DVB-S2/MPEG-4.
- «Первый канал США» — Express AM 44 11°W, частота 3662 MHz, поляризация R, скорость потока 10808 Msymb/s, FEC 1/2, DVB-S/MPEG-2.